# Ostekrigen på Mælkevejen
Ostekrigen på Mælkevejen er det fjerde PC spil i Bellini serien og er en forsættelse af Bellinis Bikini, spillet er lavet firmaet Savannah i 2000.  
Historien handler om Onkel Bellinis der fremtryller en orm der æder alt på sin vej, og det der kommer ud den anden vej er ost, som Onkel Bellini vil have hele sit køleskab fyldt op med. 
Senere kommer rumvæsnet Qas der narre ormen fra Bellini, ved at tilbyde ham sin egen planet. Qas vil nemmelig sætte ormen på jorden, og den vil dermed forvandle hele jorden til en kæmpe stor ost, som han vil sælge rundt omkring i universet. 
Så Dennis må igen sammen med musen Don, fluen Sue og hunden Herman ud for at prøve at stoppe både Onkel Bellini og Qas, inden hele jorden bliver lavet om til en kæmpe ost. 